# Nha Trang Stadium
Das Nha Trang Stadium (vietnamesisch Sân vận động Nha Trang), auch bekannt als 19. August Stadium (vietnamesisch Sân vận động 19 tháng 8), ist ein in der vietnamesischen Stadt Nha Trang befindliches Mehrzweckstadion. Es wird als Heimspielstätte des Erstligisten Khánh Hòa FC genutzt. Das Stadion hat ein Fassungsvermögen von 25.000 Personen.